# JUMP OVER
『JUMP OVER』（ジャンプ オーバー）は、J-WAVEで2018年4月1日より、日曜23時00分から23時54分までの間、放送されているラジオ番組。2019年3月31日でCROSS FMで同時ネットの放送が終了し、4月4日から毎週木曜深夜2時から2時30分に放送時間が移行した。その後、2020年10月7日から毎週水曜深夜2時から3時に放送時間が移行した。2025年3月26日に放送終了。
舞台「みみばしる」についてもこの項目に記載する。

## 概要
J-WAVE開局30周年を記念して2019年に公演される予定の舞台を、リスナー(ラジオを聞いている人)と共に作り上げていく番組。演劇とラジオの枠組みを越えた取り組みを行っていく。番組ハッシュタグは「#jumpover813」。
本放送に先駆けて、2018年2月にプレ放送を全4回にわたって放送していた。
2018年12月28日、六本木ヒルズの中央に位置するテレビ朝日本社ビル、六本木ヒルズ森タワーに入居するFMラジオ局のJ-WAVE、そしてテレビ朝日本社ビルにあるインターネットテレビ局のAbemaTVという実在するメディアが媒体を越えて、コラボレートするドラマ「平成ばしる」に登場する。
2023年10月から2024年9月まではリコーが冠スポンサーとなって『RICOH JUMP OVER』に改題。さらに、金曜昼のワイド番組『ALL GOOD FRIDAY』と連携し、当番組で働く現場での様々なエピソードを募集、それを元に松居がラジオドラマを制作し、『ALL GOOD FRIDAY』内「RICOH JUMP OVER THEATER」で放送されていた。

## 過去のネット局
- CROSS FM[5]（J-WAVEと同時ネット､2018年4月1日 - 2019年3月31日）

## コーナー
ちょっと聴いてよ！愚痴大会！
日々の鬱憤や愚痴を募集。ただし解決はしない。
2018年11月4日の放送では舞台の脚本に盛り込むエピソードを求めたシナリオハンター企画第1弾として番外編として「ちょっと聴いてよ！理不尽大会」が行われた。
この曲を撮らせろ！
自分ならあの曲のミュージックビデオをこう撮る！という妄想を募集。松居に撮ってもらいたい曲も募集している。
わたしだけがグッとくる
マニアックな胸キュンポイントを募集。
2018年10月14日の放送では代理でナビゲーターを務めた本仮屋ユイカに寄せた女子目線の特別編「わたしだけがキュンとする」が行われた。
煮詰まり大悟
いまのところ、ほとんど進んでいない脚本づくりをみんなに手伝ってもらおうというコーナー！
コーナージングル「に・つ・ま・り・大悟♡」の声は本仮屋ユイカ。
毎回松居大悟の「ありがとうございます！」の返事からコーナーは始まる。
ほとんど進んでいない脚本づくりをみんなに手伝ってもらおうというコーナー！毎回募集内容は異なる。
みみばしる話
初期はすべらない話のパロディーアバンから始まった。
上演予定舞台「みみばしる」に由来。
耳から入った言葉で、考えるより先に体が動き出してしまっていたことを「みみばしる」と呼び、リスナーの周りであったみみばしったエピソードを募集して、舞台づくりに役立てようというコーナー。
エピソードの最後はマスター・オブ・セレモニー大悟・松居の「みみばしってんなぁ〜」をはじめ、「みみ歩く」「みみよちよち」「さきばしる」など様々な評価が下される。
このコーナーで「みみばしる」認定をされたリスナーはキラキラの番組ステッカーが贈られる。
この他、毎週、メッセージテーマを設けて募集している。

## テーマソング
ナビゲーターの松居と親交のある石崎ひゅーいが番組のために書き下ろしたテーマソングを起用している。

## 番組スタッフ
出典：
- 構成：きたむらけんじ、
- ディレクター：高橋ナオコ
- アシスタントディレクター：鮫島 愛
- プロデューサー：松尾健司

## J-WAVE30周年×ゴジゲン10周年企画公演 みみばしる
東京公演は下北沢　本多劇場、福岡公演は久留米座、大阪公演は近鉄アート館で催される。

### 出演
- 主演-本仮屋ユイカ

（※以下、五十音順）
- 市川しんぺー(俳優／劇団「猫のホテル」)
- 祷キララ(俳優・大学生)
- 工藤真唯(保育士)
- 小松有彩(会社員)
- 鈴木翔太郎(大学生)
- 鈴政ゲン(俳優)
- タカハシマイ(ミュージシャン／Czecho No Republic )
- 玉置玲央(俳優／劇団「柿喰う客」)
- 仲山賢(高校生)
- 奈良原大泰(アルバイト)
- 日高ボブ美(俳優／劇団「□字ック」)
- 藤井克彦(楽器屋店員・ブロック塀研究家)
- 前田航基(俳優・大学生)
- 三浦俊輔(俳優・大工)
- 宮平安春(庭師)
- 村上航(俳優／劇団「猫のホテル」)
- 目次立樹(俳優／劇団「ゴジゲン」)
- 本折最強さとし(俳優／劇団「ゴジゲン」)
- ゆうたろう(モデル・俳優・ショップ店員)
- 歌・演奏-ワタナベシンゴ （THE BOYS&GIRLS）

### スタッフ
- 作・演出-松居大悟
- 音楽監督：石崎ひゅーい
- 美術：片平圭衣子
- 照明：伊藤 孝
- 音響：田上篤志
- 衣裳：髙木阿友子
- ヘアメイク：大宝みゆき
- 演出助手・文芸助手：川名幸宏
- 舞台監督：川除 学
- 宣伝美術：あきやまなおこ
- 宣伝フォトグラファー：神藤 剛
- 宣伝スタイリスト：佐野夏水
- 宣伝ヘアメイク：大宝みゆき
- 宣伝コピーディレクター：阿部広太郎
- 宣伝PR：ディップス・プラネット
- 広報：半田桃子
- 制作助手：梶原千晶
- 制作：赤羽ひろみ／時田曜子
- アシスタントプロデューサー：室崎 光／中里泉美
- プロデューサー：小川剛司／伊藤達哉
- 発案：都築孝純

## 放送時間
以下の時間はすべて日本標準時に基づく。
- 毎週日曜 23:00 - 23:54（2018年4月1日 - 2019年3月31日）
- 毎週木曜 26:00 - 26:30（2019年4月4日 - 2020年10月1日）
- 毎週水曜 26:00 - 27:00（2020年10月7日 - 2025年3月26日）